# BlackBerry Style
BlackBerry Style è un telefono BlackBerry di tipo flip (a conchiglia) per il segmento basso degli smartphone di Research In Motion.

## Style 9670
Questo dispositivo introduce la BlackBerry un secondo terminale per il mondo dei telefoni flip, affiancando di fatto il BlackBerry Pearl Flip, il quale adotta sia la trackpad che la tastiera qwerty, ma a differenza del Pearl utilizza una tastiera QWERTY completa del BlackBerry Bold (un tasto per ogni lettera), questo dispositivo venne distribuito dall'ottobre del 2010, solo per il mercato americano.

Le specifiche sono:
Specifiche
- Dimensioni: 96 x 60 x 18.5 mm
- Peso: 131 g
- Tipo: TFT, 65.536 colori
- Risoluzione schermo: primario 360 x 400
secondaio 240 x 320 pixels
- Tastiera Full QWERTY
- trackpad
- Tipi allarmi: Vibrazione; Polifonica (32)
- Vivavoce: si
- 3.5 mm audio jack
- Memoria interna
  - ROM: 256 MB Flash EEPROM
  - RAM: 512 MB SDRAM
- Card slot: microSD fino a 32 GB

Connettività
- 3G Network: CDMA 800 / 1900
- Bluetooth: v2.1 con EDR
- USB: microUSB

Camera
- Primaria 5 MP, 2560x1920 pixels con luce LED
- Video:	si, 3GP, MPEG4
- Secondaria: No
- Auto-Focus: si

Caratteristiche
- OS: BlackBerry OS 6
- CPU: 624 MHz[2]
- Messaggistica: si
- Browser: si
- Radio:	No
- Giochi: si + scaricabili
- GPS: si + A-GPS
- Java: si
- Supporto audio: si
- Supporto video:
- Organizer
- Voice memo/dial

Batteria
- Standard battery, Li-Ion 1150 mAh

SAR
- SAR: